# David Oakley
David James Oakley (ur. 28 listopada 1955 w Stourbridge) – brytyjski duchowny katolicki, biskup Northampton od 2020.

## Życiorys
Święcenia kapłańskie otrzymał 5 lipca 1980 i został inkardynowany do archidiecezji Birmingham. Przez wiele lat pracował jako duszpasterz parafialny. W 2013 został mianowany rektorem archidiecezjalnego seminarium w Oscott.
8 stycznia 2020 papież Franciszek mianował go ordynariuszem diecezji Northampton. Sakry biskupiej udzielił mu w katedrze Najświętszej Maryi Panny i św. Tomasza w Northampton 19 marca 2020  metropolita Westminster - kardynał Vincent Nichols.